# 와이낫미디어
주식회사 와이낫미디어(WHYNOT MEDIA Co., Ltd.)는 대한민국의 웹드라마, 웹예능 제작사이다. 자체 채널로 웹드라마용 콬TV, 웹예능용 내맘에콬 등을 운영중이다. 다큐와 예능을 연출하던 이민석PD가 약 1년간 해외에서 거주하며 뉴 미디어 콘텐츠 공부한 뒤 2016년 회사를 설립했다.
2019년 12월 기준으로 30개국과 플랫폼 계약을 맺고 콘텐츠를 제공중이며, 웹드라마 유튜브 콬TV채널은 228개국의 구독자 150만명을 보유, 누적 조회수는 1억 3천만회를 넘어섰다. 유튜브 채널엔 기본적으로 영어자막을 포함하여 올리고 있으며, 2019년 이후로 일진에게 찍혔을 때 등 몇몇개의 작품은 네이버 TV 채널의 업로드가 더 빠른편이다. Day7의 게임을 원작으로 한 웹드라마 일진에게 찍혔을 때 시즌 1은 누적 8천만 조회수 보유하고 있고 시즌 2 역시 방송 6회만에 1500만 뷰를 돌파하며 천만 웹드라마에 등극했다.

## 연혁
- 2016년 1월 법인 설립
- 2020년 4월 로고 변경[5]

## 작품

### 웹드라마(콬TV)
첫 방송일은 EP01만을 기준으로 기록 하였습니다. 작품에 따라 더 먼저 업로드 된 프롤로그나 EP00가 있을 수 있습니다.
| 연도   | 제목                                            | 첫 방송일  |
| ------ | ----------------------------------------------- | ---------- |
| 2022년 | 너뿐이개                                        | 2022-11-28 |
| 2020년 | 가두리횟집                                      | 2020-06-09 |
| 2020년 | 일진에게 찍혔을 때 시즌 2                       | 2020-03-31 |
| 2019년 | 우웅우웅 시즌 2                                 | 2019-12-24 |
| 2019년 | 김요한 이야기                                   | 2019-12-03 |
| 2019년 | 연애미수                                        | 2019-10-28 |
| 2019년 | 김팀장의 이중생활: 소비편                       | 2019-10-19 |
| 2019년 | 7일만 로맨스                                    | 2019-10-08 |
| 2019년 | 일진에게 찍혔을 때                              | 2019-07-25 |
| 2019년 | 오늘도 덕질하세요                               | 2019-06-19 |
| 2019년 | 전지적 짝사랑 시점 시즌 3.5                     | 2019-05-09 |
| 2019년 | 리얼하이로맨스                                  | 2019-03-31 |
| 2019년 | 프레쉬맨                                        | 2019-03-23 |
| 2019년 | 미스콤플렉스                                    | 2019-02-16 |
| 2019년 | 오피스워치: 하라는 일은 안하고                  | 2019-02-15 |
| 2019년 | #좋맛탱                                         | 2019-01-05 |
| 2019년 | 입콬가이드                                      | 2019-01-02 |
| 2018년 | 크리스마스에 뭐해                               | 2018-12-09 |
| 2018년 | 우웅우웅                                        | 2018-11-28 |
| 2018년 | 무드메이커                                      | 2018-11-04 |
| 2018년 | 삼분로망스                                      | 2018-10-24 |
| 2018년 | 우리가 잠들지 못하는 이유                       | 2018-09-12 |
| 2018년 | 김팀장의 이중생활                               | 2018-09-09 |
| 2018년 | 뮤드 Vol.1                                      | 2018-08-29 |
| 2018년 | 사당보다 먼 의정부보다 가까운 시즌3             | 2018-07-20 |
| 2018년 | 처음이라서                                      | 2018-06-20 |
| 2018년 | 소소한 오후의 도시 파일럿                       | 2018-06-13 |
| 2018년 | 사랑방손님                                      | 2018-05-18 |
| 2018년 | 세상에 없던 하루, 5월 32일 (공동제작: VO미디어) | 2018-05-03 |
| 2018년 | 다르게 적히는 연애                              | 2018-03-14 |
| 2018년 | 음주가무 시즌2                                  | 2018-02-07 |
| 2018년 | 단지 너무 지루해서                              | 2018-01-16 |
| 2018년 | 오피스워치 시즌 2                               | 2018-01-03 |
| 2017년 | 오늘도 형제는 평화롭다                          | 2017-10-20 |
| 2017년 | 사당보다 먼 의정부보다 가까운 시즌2             | 2017-08-23 |
| 2017년 | 소능력자                                        | 2017-06-14 |
| 2017년 | 이상한 나라의 특별식사                          | 2017-05-24 |
| 2017년 | 오피스워치                                      | 2017-04-19 |
| 2017년 | 음주가무                                        | 2017-03-24 |
| 2017년 | 전지적 짝사랑 시점 시즌3                        | 2017-01-16 |
| 2016년 | 사당보다 먼 의정부보다 가까운                   | 2016-12-17 |
| 2016년 | 주정뱅이                                        | 2016-12-07 |
| 2016년 | 전지적 짝사랑 시점 시즌2                        | 2016-09-09 |
| 2016년 | 전지적 짝사랑 시점                              | 2016-06-12 |
| 2016년 | 월간공감                                        | 2016-06-07 |
| 2016년 | 마귀사냥                                        | 2016-05-13 |
| 2016년 | 숨이멎다                                        | 2016-04-06 |

### 제작 드라마
자사 채널에 업로드 하지 않는 드라마만 적어주세요.
| 연도   | 제목                | 첫 방송일  | 채널               |
| ------ | ------------------- | ---------- | ------------------ |
| 2020년 | 아름다웠던 우리에게 | 2020-12-28 | 카카오TV, 넷플릭스 |

### 웹드라마
- 콬TV - 유튜브
- 콬TV - 네이버 TV
- 콬TV 보관됨 2020-10-12 - 웨이백 머신 - 네이버 V LIVE
- 콬TV - 페이스북
- 콬TV - 인스타그램
- 콬TV - 유튜브 (일본어)
- 콬덕후 - 유튜브

### 웹 예능
- 내맘에콬 - 유튜브